# Wiley-Blackwell
Wiley-Blackwell is een internationaal opererende uitgeverij van wetenschappelijke literatuur. Het is een dochterbedrijf van  John Wiley & Sons, gevormd door het samenvoegen van Wiley's technisch-wetenschappelijke afdeling met het voormalige Blackwell Publishing, nadat dit bedrijf in 2007 werd overgenomen door Wiley. 
Blackwell Publishing werd in 2001 gevormd door de fusie van twee uitgeverijen in Oxford: Blackwell Science (opgericht in 1939 als Blackwell Scientific Publishing) en Blackwell Publishers (opgericht in 1922). Dit bedrijf was toen de grootste wetenschappelijke uitgever ter wereld, met 805 wetenschappelijke tijdschriften en zo'n 650 boeken per jaar. Beide bedrijven hadden hun wortels in de Blackwell boekhandels.
Wiley-Blackwell publiceert, veelal in samenwerking met beroepsorganisaties van wetenschappers, zo'n 1500 wetenschappelijke tijdschriften, en ongeveer 1500 boeken per jaar. De hoofdvestiging is in Hoboken (New Jersey).